# Kaplica św. Huberta w Katowicach
Kaplica św. Huberta w Katowicach – kaplica położona w Katowicach przy ulicy 73 Pułku Piechoty, w granicach dzielnicy Piotrowice-Ochojec, w lesie pomiędzy Giszowcem a Ochojcem, na terenie zespołu przyrodniczo-krajobrazowego „Źródła Kłodnicy”.

## Historia
Według dwóch różnych wersji, kaplica powstała prawdopodobnie w 1906 roku na zlecenie księcia pszczyńskiego, który w tutejszych lasach urządzał polowania albo też została wzniesiona w 1936 roku z fundacji członków Śląskiego Klubu Jazdy Konnej. W 1994 roku kaplica została poddana konserwacji. Współcześnie opiekuje się nią brynowska parafia Najświętszych Imion Jezusa i Maryi. Corocznie odprawiane są w niej msze święte we wspomnieniach św. Maksymiliana Marii Kolbego (14 sierpnia) i św. Huberta (3 listopada).

## Charakterystyka
Kaplica jest obiektem murowanym w kształcie rotundy, a wokół kaplicy biegnie masywny cokół. Kaplica jest otynkowana, o grubych ścianach, w których znajdują się dwa okrągłe okna zabezpieczone kratkami. Elewacja kaplicy zwieńczona jest profilowanym gzymsem z wykrzywionym lekkim łukiem nad wejściem. Kryta jest ona dachem gontowym, a na jej szczycie znajduje się drewniana sygnaturka – przed II wojną światową była ona ażurowa, zaś współcześnie jest ona pełna. Zwieńczona jest ona metalowym krzyżem z ramionami przeciętymi okręgiem. 
Do wnętrza kaplicy prowadzą drewniane drzwi zabezpieczone metalowa kratą. Wejście zwieńczone jest półokrągło, a niego prowadzą schodki. Wewnątrz kaplicy znajduje się ołtarz, na którym ustawione są figurki świętych, krzyż i świece, zaś na ścianie umieszczono obraz przedstawiający św. Huberta. Podłoga wewnątrz kaplicy wyłożona jest płytkami ceramicznymi. 
Pierwotnie kaplica stała na obszernej polanie, która z biegiem czasu zarosła. Wokół kaplicy znajduje się drewniane ogrodzenie oraz ławki.
Kaplica wpisana jest do gminnej ewidencji zabytków miasta Katowice.